# Jost Gippert

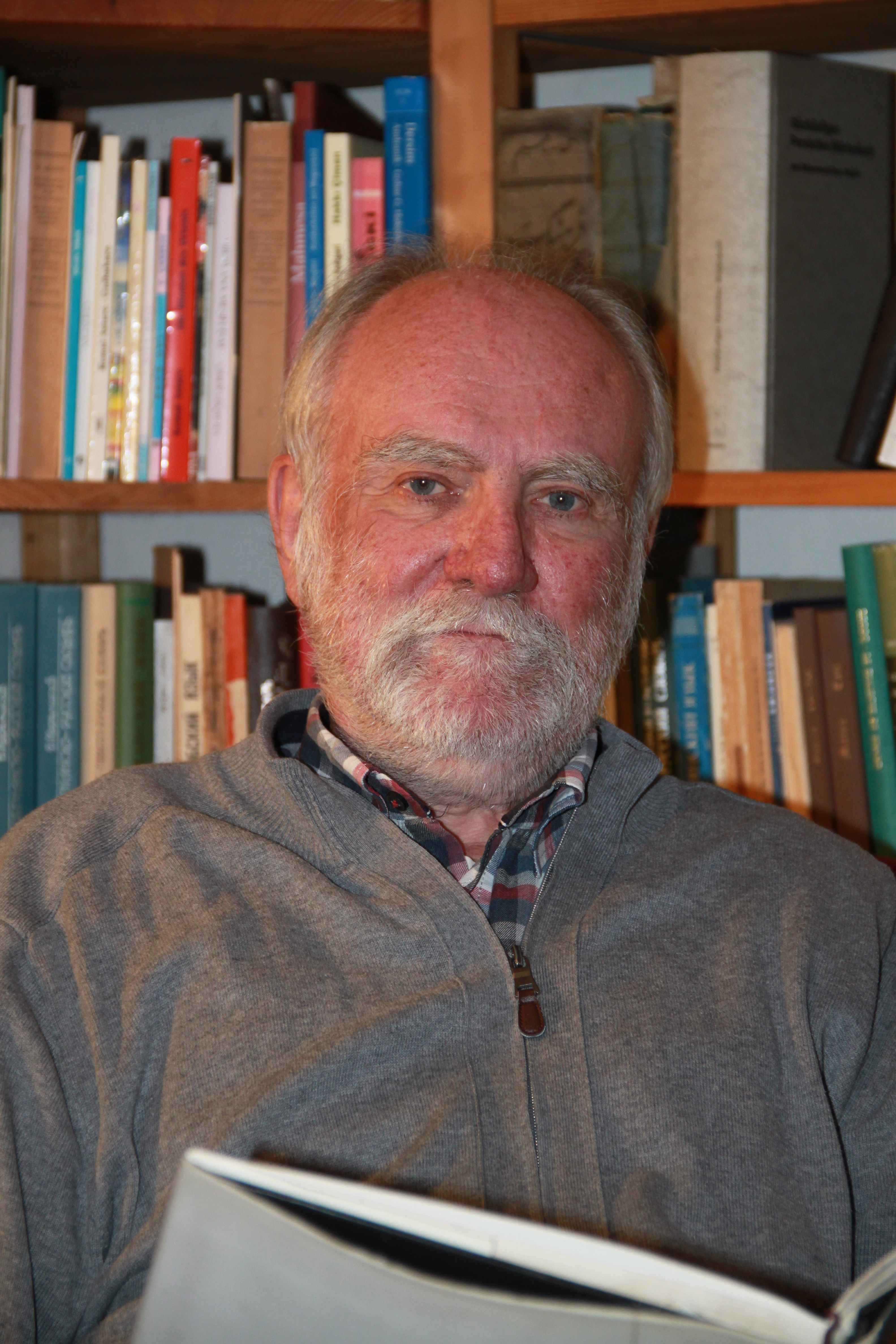
Jost Gippert

 Jost Gippert  (* 12. März 1956 in Winz-Niederwenigern, jetzt Hattingen) ist ein deutscher Sprachwissenschaftler und Kaukasiologe, Professor für Vergleichende Sprachwissenschaft am Institut für Empirische Sprachwissenschaft der Johann Wolfgang Goethe-Universität Frankfurt am Main.

## Biographie

Bernard Outtier, Jost Gippert, Winfried Boeder

1972 schloss Jost Gippert mit 16 Jahren das Leibniz-Gymnasium in Essen-Altenessen mit dem Abitur ab und studierte im Anschluss von 1972 bis 1977 Vergleichende Sprachwissenschaft, Indologie, Japanologie und Sinologie an der Philipps-Universität Marburg und der Freien Universität Berlin. Danach wurde er 1977 im Alter von erst 21 Jahren mit einer Dissertation über die Syntax der infinitivischen Bildungen in den indogermanischen Sprachen zum Dr. phil. promoviert. Von 1977 bis 1990 hatte er verschiedene Positionen als wissenschaftlicher Assistent und Dozent in Berlin, Wien und Salzburg inne. Als Forschungsassistent für Orientalistische Computerlinguistik habilitierte er sich 1991 an der Otto-Friedrich-Universität Bamberg mit einer Arbeit über Iranische Lehnwörter im Armenischen und Georgischen.
Jost Gippert wurde 1994 als Professor an die Universität in Frankfurt am Main berufen und lehrt Vergleichende Sprachwissenschaft. Er leitet hier zugleich das Institut für Empirische Sprachwissenschaft mit.
Seit 1996 ist Gippert Auswärtiges Mitglied der Akademie der Wissenschaften zu Gelati (Georgien), seit 2002 Mitglied der Turfankommission und seit 2007 Mitglied des Zentrums „Sprache“ der Berlin-Brandenburgischen Akademie der Wissenschaften (BBAW).
1997 wurde Gippert zum Ehrenprofessor der Sulchan-Saba-Orbeliani-Universität in Tiflis (Georgien) ernannt, 2009 zum Ehrendoktor der Iwane-Dschawachischwili-Universität ebendort und 2013 zum Ehrendoktor der Schota-Rustaweli-Universität in Batumi (Georgien).
Zu seinen Arbeitsschwerpunkten gehören seit seiner Berufung auf die Professur für Vergleichende Sprachwissenschaft an der Universität Frankfurt am Main im Jahre 1994 neben den indogermanischen Sprachen und ihrer Geschichte sowie der allgemeinen Sprachtypologie auch die Sprachen des Kaukasusraums, denen in der jüngeren Zeit verschiedene internationale Kooperationsprojekte unter seiner Leitung gewidmet sind. Als Computerlinguist verwaltete er seit 1987 das von ihm initiierte TITUS-Projekt, das auf die elektronische Erschließung textualer Primärdaten in den altüberlieferten indogermanischen und benachbarten Sprachen abzielt. Zu seinen Forschungsschwerpunkten gehören die historisch-vergleichende Sprachwissenschaft, Sprachtypologie, elektronische Korpora, multimediale Sprachdokumentation sowie elektronische Handschriftenanalyse.

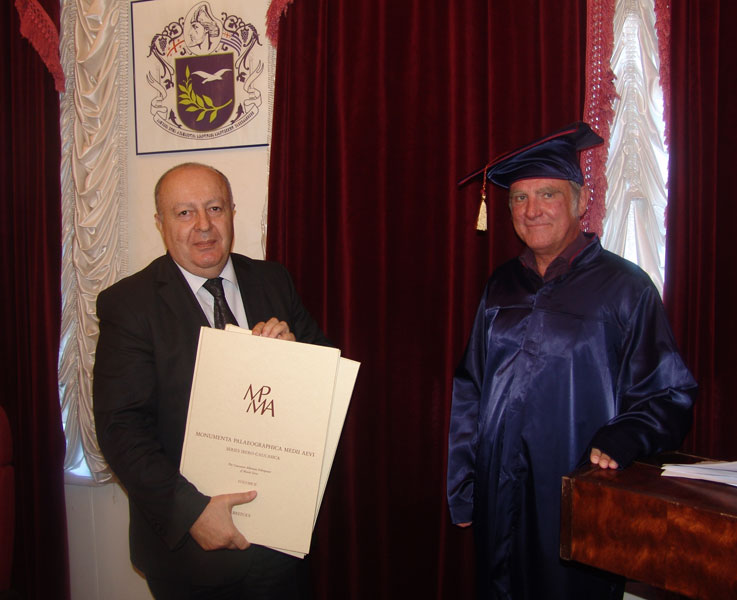
Jost Gippert, Batumi-Universität, 2013

Im Jahr 2004 wurde er zum Mitglied der Gelehrtengesellschaft Leibniz-Sozietät der Wissenschaften zu Berlin gewählt.

## Digital Humanities

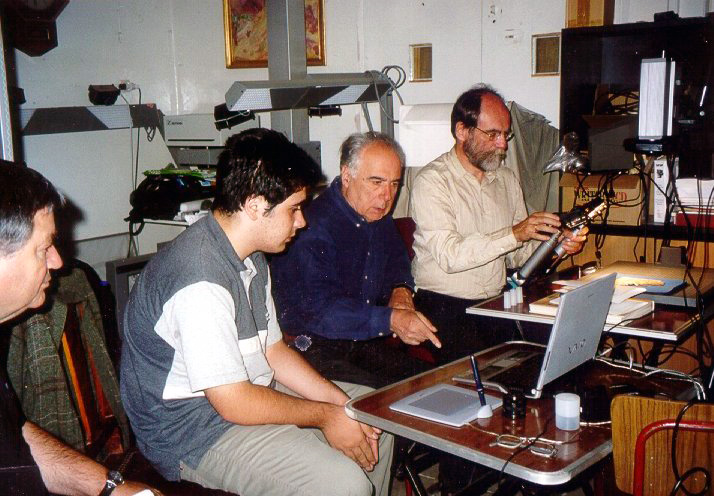
Palimpsestforschung auf dem Sinai

### TITUS, ARMAZI, GNC, LOEWE und CEDIFOR
Jost Gippert ist Gründer und Direktor des TITUS-Projekts (Thesaurus Indogermanischer Text- und Sprachmaterialien), das eine vollständige digitale Erfassung des textlichen Überlieferungsmaterials in alten indogermanischen Sprachen und ihnen benachbarten Idiomen anstrebt. 1999 initiierte er das Projekt ARMAZI (Kaukasische Sprachen und Kulturen: Elektronische Dokumentation) mit dem Ziel einer durchgreifenden digitalen Erfassung von Materialien aus kaukasischen Sprachen, woraus inzwischen das Projekt eines georgischen Nationalkorpus hervorgegangen ist. Seit 2010 leitet Jost Gippert den Schwerpunkt „Digital Humanities Hessen: Integrierte Aufbereitung und Auswertung textbasierter Korpora“ im Rahmen der „Landes-Offensive zur Entwicklung Wissenschaftlich-ökonomischer Exzellenz“ (LOEWE) des Landes Hessen (Gemeinschaftsprojekt der Universität Frankfurt mit der Technischen Universität Darmstadt und dem Freien Deutschen Hochstift/Frankfurter Goethe-Museum). Das CEDIFOR folgte dem LOEWE Projekt als Frankfurter Centrum für Digitale Forschung in den Geistes-, Sozial- und Bildungswissenschaften.

### Elektronische Handschriftenanalyse
Mit orientalischen Manuskripten beschäftigt sich Jost Gippert intensiv seit der Mitte der 1990er Jahre im Rahmen von Projekten zur Handschriftendigitalisierung (zum Beispiel der tocharischen Handschriften der Berliner Turfansammlung) oder zur Palimpsestedition (zum Beispiel die kaukasisch-albanischen Palimpsesthandschriften vom Sinai). Im Rahmen dieser Tätigkeiten nahm er im Jahre 2009 einen Gastaufenthalt bei der Forschergruppe „Manuskriptkulturen“ der Universität Hamburg wahr. Im Sommersemester 2013 hielt er sich als Petra-Kappert-Fellow ein zweites Mal in Hamburg auf (beim inzwischen eingerichteten Sonderforschungsbereich 950 „Manuskriptkulturen in Asien, Afrika und Europa“), um sich an der Erarbeitung der „Encyclopedia of Manuscript Cultures of Asia and Africa“ sowie des Handbuchs „Comparative Oriental Manuscript Studies“ zu beteiligen.

## Projekte (Auswahl)
- 1995–1998 (DFG): Avesta und Rigveda: Elektronische Auswertung
- 1995–1999 (INTAS): Das Georgische Verbalsystem
- 1999–2002 (Volkswagenstiftung, 117.900 EUR): Kaukasische Sprachen und Kulturen: Elektronische Dokumentation
- Seit 2000 (DFG): Graduiertenkolleg „Satzarten: Variation und Interpretation“
- 2002–2006 (Volkswagen-Stiftung, 167.800 EUR): Bedrohte kaukasische Sprachen in Georgien
- 2003–2007 (Volkswagen-Stiftung): Palimpsesthandschriften kaukasischer Provenienz
- 2005–2009 (INTAS): Georgische Gospel
- 2005–2007 (Volkswagen-Stiftung, 189.000 EUR): Die sprachliche Situation im gegenwärtigen Georgien[4]
- 2008–2014 (DFG, ca. 240.000 EUR): Referenzkorpus Altdeutsch
- Seit 2008 (BMBF) Deutsche Sprachressourcen-Infrastruktur
- 2009 (Volkswagen-Stiftung, ca. 400.000 EUR): Aché Documentation Project
- Seit 2009 (DFG/NEH, ca. EUR 96.000): RELISH (Rendering Endangered Languages Lexicons Interoperable Through Standards Harmonization)
- Seit 2009 (Volkswagen-Stiftung): Georgische Palimpsesthandschriften
- 2010 (Google Inc., 49.600 US$): Corpus Caucasicum
- Seit 2011 (Hessisches Ministerium für Wissenschaft und Kunst HMWK, 3.792.000 EUR): LOEWE Research Unit „Digital Humanities – Integrierte Aufbereitung und Auswertung textbasierter Korpora“
- Seit 2011 (Volkswagen-Stiftung, 299.600 EUR): Khinalug-Dokumentation
- Seit 2011 (DFG): Relativsätze in typologischer Perspektive
- Seit 2012 (Volkswagen-Stiftung, 390.400 EUR): Georgisches Nationalkorpus

## Publikationen (Auswahl)
- Zur Syntax der infinitivischen Bildungen in den indogermanischen Sprachen (= Europäische Hochschulschriften. Reihe 21: Linguistik. Band 3). Peter Lang, Frankfurt am Main u. a. 1978, ISBN 3-261-02585-9 (Dissertation, Freie Universität Berlin 1977).
- Iranica Armeno-Iberica. Studien zu den iranischen Lehnwörtern im Armenischen und Georgischen. Hrsg. von Manfred Mayrhofer (= Veröffentlichungen der Kommission für Iranistik. Band 26 / Sitzungsberichte der philosophisch-historischen Klasse der Österreichischen Akademie der Wissenschaften. Band 606). Österreichische Akademie der Wissenschaften, Wien 1993, ISBN 3-7001-2110-5 (Habilitationsschrift, online).
- Index Galenicus. Wortformenindex zu den Schriften Galens. 2 Bände, Röll, Dettelbach 1997, ISBN 3-927522-09-0.
- mit Nikolaus P. Himmelmann, Ulrike Mosel (Hrsg.): Essentials of language documentation (= Trends in linguistics. Band 178). Mouton de Gruyter, Berlin/New York 2006, ISBN 978-3-11-018864-6.
- mit Zurab Sarjveladze, Lamara Kajaia: The Old Georgian Palimpsest Codex Vindobonensis georgicus 2 (= Monumenta Palaeographica Medii Aevi. Series Ibero-Caucasica. Band 1). Brepols, Turnhout 2007.
- mit Wolfgang Schulze, Zaza Aleksidze, Jean-Pierre Mahé: The Caucasian Albanian Palimpsests of Mount Sinai (= Monumenta Palaeographica Medii Aevi. Series Ibero-Caucasica. Bände 2-1 und 2-2). 2 Bände, Brepols, Turnhout 2009.
- The Caucasian Albanian Palimpsests of Mount Sinai. Band III: The Armenian Layer (= Monumenta Palaeographica Medii Aevi. Series Ibero-Caucasica. Band 2–3). Brepols, Turnhout 2010.
- Georgische Handschriften. In Zusammenarbeit mit dem Nationalen Korneli-Kekelidze-Handschriftenzentrum Georgiens und unter Mitwirkung von Zurab Tchumburidze und Elene Machavariani. Reichert, Wiesbaden 2018, ISBN 978-3-95490-322-1.